# Кенсай (Зайсанський район)
Кенса́й (каз. Кеңсай) — село у складі Зайсанського району Східноказахстанської області Казахстану. Адміністративний центр Кенсайського сільського округу.
Населення — 913 осіб (2021; 891 у 2009, 1015 у 1999, 998 у 1989).
Національний склад станом на 1989 рік:
- казахи — 100 %

До 1998 року село називалося Мічурінське.